# Arto Lindsay
Arto Lindsay, rodným jménem Arthur Morgan Lindsay (* 28. května 1953 Richmond, Virginie) je americký kytarista, hudební producent a skladatel.
V roce 1974 vystudoval Eckerd College v St. Petersburg na Floridě.
V letech 1978–1982 byl členem skupiny DNA. Rovněž hrál se skupinami Ambitious Lovers, The Lounge Lizards a The Golden Palominos. Na několika albech spolupracoval s Johnem Zornem.

## Sólová diskografie
- Aggregates 1-26 (1995)
- O Corpo Sutil (The Subtle Body) (1996)
- Mundo Civilizado (1996)
- Noon Chill (1997)
- Prize (1999)
- Invoke (2002)
- Salt (2004)